# Stenared
Stenared – miejscowość (tätort) w Szwecji, w regionie administracyjnym (län) Västra Götaland, w gminie Göteborg.
Według danych Szwedzkiego Urzędu Statystycznego liczba ludności wyniosła: 407 (31 grudnia 2015), 415 (31 grudnia 2018) i 434 (31 grudnia 2019).